# دنیس ویدلیچ
دنیس ویدلیچ (انگلیسی: Denis Weidlich؛ زادهٔ ۸ ژوئیهٔ ۱۹۸۶) بازیکن فوتبال اهل آلمان است.
از باشگاه‌هایی که در آن بازی کرده‌است می‌توان به باشگاه فوتبال هولشتاین کیل، باشگاه فوتبال هانزا روستوک، باشگاه فوتبال یان رگنسبورگ، و باشگاه فوتبال قوت-وایس ارفورت اشاره کرد.